# Lagocephalus lunaris
Lagocephalus lunaris es una especie de peces de la familia Tetraodontidae en el orden de los Tetraodontiformes.

## Morfología
- Los machos pueden llegar alcanzar los 45 cm de longitud total.[1][2]

## Hábitat
Es un pez de mar de clima tropical y demersal.

## Distribución geográfica
Se encuentra desde el Mar Rojo y el Golfo Pérsico hasta Sudáfrica (incluyendo la costa sur atlántico y el Pacífico occidental ( desde el Japón hasta Australia ).

## Observaciones
No se puede comer ya que es venenoso para los humanos.